# Cmentarz żydowski w Oleśnicy (województwo świętokrzyskie)
Cmentarz żydowski w Oleśnicy (województwo świętokrzyskie) – niewielki kirkut służący miejscowemu kahałowi. Podczas II wojny światowej został zdewastowany przez Niemców. Obecnie nie ma po nim żadnego śladu.